# 1984 en rugby à XV
Cette page présente les faits marquants de l'année 1984 en rugby à XV : les principales compétitions et évènements liés au rugby à XV et rugby à sept ainsi que les décès de grandes personnalités de ces sports.

## Principales compétitions
- Coupe d'Angleterre (du ? 1983 au ? 1984)
- Currie Cup
- Championnat de France (du ? 1983 au 26 mai 1984)
- Championnat d'Italie (du ? 1983 au ? 1984)
- Tournoi des Cinq Nations (du 21 janvier au 17 mars 1984)

## Événements

### Mars
- 17 mars : l'Écosse remporte le Tournoi des Cinq Nations en réussissant un Grand Chelem (quatre victoires en quatre matches). Il s'agit du deuxième Grand Chelem de l'Écosse dans le Tournoi après son premier en 1925. Vingt joueurs ont contribué à ce succès.

### Mai
- 12 mai à Bucarest : la Roumanie remporte son premier test face à l'Écosse (28-22).
- 26 mai : l'AS Béziers remporte le championnat de France de première division 1983-1984 après avoir battu le SU Agen en finale aux tirs au but. L'AS Béziers remporte sa 8e finale en onze ans, prenant sa revanche sur le SU Agen qui l'avait battu en finale en 1976[1].
- 26 mai: le Lyon Olympique Universitaire remporte le championnat de France cadets en lever de rideau de la finale AS Béziers / SU Agen par une victoire 10 à 3 contre le Biarritz Olympique.
- ? mai : Bath remporte la coupe d'Angleterre en battant Bristol en finale sur le score de 10 à 9.
- ? mai : le Petrarca Padoue, entraîné par Lucio Boccaletto, joueur et champion avec le club lors de la  saison 1976-1977, remporte le Championnat d'Italie pour la huitième fois[2].
- ? mai[3] : les Portugais du CDU Lisboa remportent la huitième édition de la Coupe Ibérique en battant 13 à 3 les Espagnols du RC Valencia.

### Juin
- Une Angleterre relativement inexpérimentée brave le boycott de l'Afrique du Sud ségrégationniste dans une tournée commencée en mai. Elle est invaincue dans les matches de semaine (4 victoires, 1 nul), mais perd ses deux test matches les 2 et 9 juin contre l'Afrique du Sud.
- En tournée en Nouvelle-Zélande, les Bleus perdent leurs deux tests face aux Blacks (16 & 23 juin).

### Juillet
- 21 juillet : Malgré une victoire des Wallabies sur les ALL Blacks, ceux-ci conservent la Bledisloe Cup qu'ils détiennent depuis 1982.

### Août
- Les Néo-Zélandais gardent la Bledisloe Cup puisqu'ils battent deux fois les Australiens chez eux les 4 et 18 août.

## Principales naissances
- 27 mars : Adam Ashley-Cooper, international australien, naît à Sydney[4].